# أزمة هواوي-الولايات المتحدة 2019
أزمة هواوي-الولايات المتحدة 2019، هي أزمة حدثت في 15 مايو 2019 بعد إصدار الرئيس الأمريكي دونالد ترامب قرار رئاسي رقم 13873 بعنوان «حماية المعلومات وتقنية الاتصالات وسلاسل تزويد الخدمات».

## الخلفية
يستند قرار الرئيس الأمريكي دونالد ترامب إلى قانون الطوارئ الاقتصادي الدولي (IEEPA) وهو قانون فيدرالي يمنح الرئيس سلطة تنظيم التجارة بعد إعلان حالة طوارئ وطنية ردًا على أي تهديد غير عادي للولايات المتحدة. ويمنح القانون أيضا الرئيس سلطة تفويض وزير التجارة بمراجعة أي صفقات تتعلق بشركات ينظر إليها على أنها تُشكل خطرًا. والتي منها شركة هواوي التي تتسيد قطاع الاتصالات في العالم، حيث يقول انها تشكل خطرا على الولايات المتحدة من ناحية التجسس. وقد حذرت لجنة في الكونغرس عام 2012 من التعامل الحكومي مع هواوي ووصفت العمل معها بأنه «خطرا أمنيا». وتعد هواوي أكبر مورد لمعدات الاتصالات بالعالم وثاني أكبر شركة للهواتف الذكية، لكن تعتقد الولايات المتحدة أنه يمكن أن تستخدمها الحكومة الصينية للتجسس، لكن هواوي نفت هذه الادعاءات بشكل متكرر. وتعد شركة هواوي كواحدة من كبرى شركات تصنيع الهواتف المحمولة في العالم، وأيضا من كبرى مُصنّعي تجهيزات الاتصالات، وأبرز مطوّري تجهيزات الجيل الخامس، إلى جانب نوكيا الفنلندية، وإريكسون السويدية. وفق تقارير متعددة قد ثبت وجود العديد من الثغرات والبوابات الخلفية، في بعض تجهيزات هواوي، لكن لم يثبت أن الشركة (أو الحكومة الصينية) قد استغلت هذه الثغرات لأهداف تجسسية.
في ديسمبر/كانون الأول 2019، تم القاء القبض على المديرة المالية لشركة «هواوي» منغ وانزو في كندا، بناء على طلب من الولايات المتحدة بتهمة انتهاك العقوبات المفروضة على إيران. وأصدرت وزارة العدل الأميركية قائمة من 23 تهمة رسمية ضد شركة هواوي، شملت تهما بالتحايل وسرقة أسرار تكنولوجية من الشركات الأميركية. وبعد جلسة استماع لثلاثة أيام، أطلقت السلطات الكندية سراحها بكفالة مالية بقيمة 10 ملايين دولار كندي واشترطت المحكمة تحديد مكان إقامتها وأن ترتدي سوارًا للتتبع.

## هواوي في الولايات المتحدة
يبلغ عدد موظفي الشركة في العالم 180 ألف موظف يعملون بصفة منتظمة، يعمل منهم داخل الولايات المتحدة تقريبا 1500 شخص (1). وللشركة 18 منشأة تنتشر في ولايات إلينوي وكاليفورنيا ونيوجيرسي، ويقع المقر الرئيس لها في مدينة بلانو في ولاية تكساس، إضافة لمركز تطوير وأبحاث متقدم في سانتا كلارا بولاية كاليفورنيا ويعمل فيه سبعمئة شخص، ويركز على أبحاث الذكاء الاصطناعي.

## الاثر المباشر
يكمن الأثر المباشر من قرار الرئيس لامريكي في التأثيرعلى شركة هواوي وعدد من الشركات الصينية التي يشملها القرار وايضا التأثير على الشركات الأمريكية التي تتعامل مع شركة هواوي والتي أبرزها غوغل ونظام التشغيل الخاص بها أندرويد، وغيرها من الشركات مثل كوالكوم وشركات مايكروسوفت وبانسونيك.
وبعد إصدار القرارفي 15 مايو 2019، تم في 20 مايو 2019 إصدار ترخيص مؤقت من وزارة التجارة الأمريكية لشركة هواوي للعمل مع الشركات في الولايات المتحدة، مما يعني أن الشركات الأمريكية يمكنها استئناف الشراكات معها على المدى القصير لمدة ثلاثة أشهر بحيث يستمر إلى 19 أغسطس 2019 لإفساح المجال أمام تحديثات البرامج والتزامات أخرى متعلّقة بالعقود ولإعطاء هواوي وشركائها الوقت «للمحافظة على الشبكات والمعدات الموجودة والعاملة حالياً ودعمها، بما في ذلك التحديثات على الأنظمة الخاضعة للعقود والاتفاقات القانونية الملزمة الموقّعة قبل 16 مايو 2019 تحديدا».
وقامت أمريكا بمنع أستراليا أيضًا والشركات الأسترالية من التعاون مع شركة هواوي بشكل كامل. في حين منعت كل من نيوزلندا واليابان وبريطانيا منعًا جزئيًا (منع استخدام تجهيزات هواوي ضمن شبكات اتصال مُعينة، تتضمن معلومات حساسة عن المُستخدمين، أو تتيح التنصت على الاتصالات).

## ردود الفعل الصينية
تباينت تصريحات شركة هواوي والتي اخذت طابع التهدئة والدبلوماسية الناعمة حيث صرح رئيس الشركة رين شينغ إن الولايات المتحدة تقلل من شأن شركته، وأن خططها المتعلقة بشبكات الجيل الخامس لم تتأثر وسط محاولات الولايات المتحدة وقف طموحات عملاق الاتصالات العالمية. (2)، وأن الممارسة الحالية للسياسيين الأميركيين تسيء تقدير قوة هواوي التي لا يمكن عزلها عن العالم. في تقرير لصحيفة نيويورك تايمر بتاريخ 8 يونيو 2019 (3) اجتمعت الحكومة الصينية مع شركات التكنولوجيا الكبرى بما في ذلك شركة مايكروسوفتو شركة ديل من الولايات المتحدة وشركة سامسونج الكورية الجنوبية، لتحذيرها من أنها قد تواجه عواقب وخيمة إذا تعاونت مع الحظر الذي فرضته إدارة ترامب على مبيعات التكنولوجيا الأمريكية الرئيسية إلى الشركات الصينية., وشارك في الاجتماع شركات الاجتماعات شركات تصنيع أشباه الموصلات إيه.آر.إم القابضة (Arm of Britain)، و SK Hynix من كوريا الجنوبية. وشراك في الاجتماع مستويات عالية من ثلاث هيئات حكومية من أعلى هيكل القيادة الصيني لدعم الشركات التي يشملها الحظر، وتم التحذير من أن تحرك إدارة ترامب لفصل الشركات الصينية عن التكنولوجيا الأمريكية عطل سلسلة التوريد العالمية، وأن الشركات التي اتبعت السياسة قد تواجه عواقب دائمة. كما ألمحت السلطات الصينية إلى أنه يتعين على الشركات استخدام الضغط للرد على تحركات الحكومة.

## الردود الأمريكية
في أكتوبر 2022، وقع الرئيس الأمريكي جو بايدن قانون "المعدات الآمنة" الذي يمنع الشركات التي تشكل تهديدًا للأمن القومي من الحصول على تراخيص لمعدات الاتصالات الجديدة. بموجب القانون، لا يمكن لشركات مثل "هواوي" و"زد تي إي" وأربع شركات صينية أخرى استخدام معداتها في الشبكات الأمريكية. هذا القرار يعكس جهودًا متزايدة لضمان أمان البنية التحتية للاتصالات في الولايات المتحدة. تم تمرير القانون بموافقة كبيرة من مجلسي الكونغرس، حيث صوت 420 عضوًا لصالحه في مجلس النواب، مع معارضة محدودة.
كما أن الولايات المتحدة فرضت في وقت سابق مزيدًا من القيود على هواوي، من خلال منعها من شراء رقائق الكمبيوتر المصنوعة باستخدام التكنولوجيا الأمريكية، حتى لو لم تكن مصممة خصيصًا لها، وأدرجت 38 كيانًا مرتبطًا بها في القائمة السوداء التجارية.

## رد الفعل الدولي
تم توقيع اتفاق بين شركة "هواوي" الصينية مع شركة MTS الروسية، لعمل شراكة لتطوير وإطلاق شبكات الجيل الخامس "5G" من الإنترنت في روسيا، خلال عقد منتدى بطرسبورغ الاقتصادي الدولي المنعقد في 6-8 يونيو 2019، بين عامي 2019 و2020، كما ستتعاون الشركتان في مجال التقنيات المتطورة، وتحديث شبكات LTE إلى مستوى 5G-ready، لتكون قادرة على نقل البيانات بسرعة أكبر"

## مواجهة الأزمة

### نظام التشغيل هونغ منغ
تسجيل نظام التشغيل هونغ منغ أو ARK OS: في 24 مايو 2019، سجلت شركة هواوي "HongMeng OS" كعلامة تجارية حاصلة على براءة اختراع في الصين للتأكد من صلاحيتها النشطة حتى 13 مايو 2029. وايضا اعلنت شركة هواوي بعد القرار الأمريكي لحظر التعامل مع الشركات الأمريكية والتي ابرزها شركة غوغل ونظام الهاتف الشهير اندرويد، بأنها قدمت طلبات لتسجيل علامة نظام تشغيلها «هونغ مينغ» أو ARK (سفينة النجاة) في أوروبا وما لا يقل عن تسع دول. منها ي كمبوديا وكندا وكوريا الجنوبية ونيوزيلندا، وفقا لبيانات من المنظمة العالمية للملكية الفكرية (ويبو) التابعة إلىالأمم المتحدة، وقددفع اعلان هواوي شركة غوغل الأميركية للتوسط لدى إدارة دونالد ترامب لإعفاء هواوي فقط من الحظر الأميركي (هناك 68 شركة شملتها قائمة الحظر الأميركية الأخيرة). والذي بررته بخوفها على الأمن القومي الأميركي في حالة إطلاق هواوي نظام تشغيل جديدا قد يجعل مستخدمي أندرويد حول العالم موزعين على نظامي تشغيل، وهو ما تجد فيه الشركة عاملا يزعزع هيمنتها على نظام التشغيل الأكثر استخداما في العالم. وكانت الأسماء التي سجلت فيها الشركة نظام التشغيل هي: Huawei Ark OS، Huawei Ark ، Ark، Ark OS.
وقامت شركة هواوي بالتفاوض مع روسيا حاليا للحصول على أنظمة Aurora في هواتفها، النظام المطور عن نظام التشغيل سيلفش، والذي تمت برمجته أساسا على أنظمة لينكس المعروفة بأنها من أقل أنظمة التشغيل المخصصة للحواسب عرضة للاختراق. كما من المتوقع ان يكون سيلفش Sailfish OS
له القدرة على التعامل مع مختلف أنواع الأجهزة الإلكترونية والحواسب المحمولة، ، وقد وتلقى العديد من التحديثات ليتوافق مع مختلف أنواع الحواسب المطروحة في الأسواق، كما أن يمتلك نسخا حالية قادرة على التعامل مع العديد من أنواع الهواتف الذكية في العالم.

## الهوامش
- 1 طبقا لصحيفة وول ستريت جورنال
- 2 تصريح رين شينغ في مقابلة مع وسائل إعلام صينية رسمية "
- 3 تقرير لصحيفة نيويورك تايمز بتاريه 8 يونيو 2019 بعنوان China Summons Tech Giants to Warn Against Cooperating With Trump Ban [7]

## التسلسل الزمني
مايو 2019 
- 15 مايو 2019:
- 19 مايو 2019:
- 20 مايو 2019:
- 21 مايو 2019:
- 22 مايو 2019:
- 23 مايو 2019:
- 24 مايو 2019:
- 27 مايو 2019:
- 28 مايو 2019:
- 31 مايو 2019:

يونيو 2019
- 6 يونيو 2019:
- 7 يونيو 2019:
- 10 يونيو 2019:
- 12 يونيو 2019:
- 13 يونيو 2019:

## روابط خارجية
- التسلسل الزمني لازمة حظر هواوي في الولايات المتحدة - androidauthority.com
- نص قرار الرئيس ترامب حول هواوي والذي يحمل اسم 'Securing the Information and Communications Technology and Services Supply Chain'